# Volkswagen Group A00
Volkswagen Group A00 — автомобильная платформа немецкого автоконцерна Volkswagen Group для городских автомобилей. Основана на платформе A03 (PQ23), на которой также базируется Volkswagen Polo Typ 6N. Преемницей платформы A00 является платформа NSF, также известная как PQ12.

## Автомобили на платформе A00
- Volkswagen Lupo (Typ 6X/6E, 1998—2005)
- SEAT Arosa (Typ 6H, 1997—2004)